# Teruelius ganzhorni
Espèce
Synonymes
- Grosphus ganzhorni Lourenço, Wilmé & Waeber, 2016

Teruelius ganzhorni est une espèce de scorpions de la famille des Buthidae.

## Distribution
Cette espèce est endémique de la région Diana à Madagascar. Elle se rencontre dans la réserve spéciale d'Ankarana.

## Description
La femelle holotype mesure 41,4 mm.

## Systématique et taxinomie
Cette espèce a été décrite sous le protonyme Grosphus ganzhorni par Lourenço, Wilmé et Waeber en 2016. Elle est placée dans le genre Teruelius par Lowe et Kovařík en 2019, dans le genre Grosphus par Lourenço, Rossi, Wilmé, Raherilalao, Soarimalala et Waeber en 2020 puis dans le genre Teruelius par Lowe et Kovařík en 2022.

## Étymologie
Cette espèce est nommée en l'honneur de Jörg U. Ganzhorn.

## Publication originale
- Lourenço, Wilmé & Waeber, 2016 : « One more vicariant new species of Grosphus Simon, 1880 (Scorpiones: Buthidae) from Madagascar. » Revista Ibérica de Aracnología, no 29, p. 45-50 (texte intégral).